# Daphne du Maurier
Daphne du Maurier (Londres, 13 de mayo de 1907-Fowey, Cornualles, Inglaterra, 19 de abril de 1989) fue una escritora británica famosa por novelas como Rebeca (1938) y Mi prima Raquel (1951), ambas llevadas al cine. Las películas Jamaica Inn y Los pájaros, de Alfred Hitchcock también se basaron en relatos suyos.

## Infancia
Daphne du Maurier nació en Londres, la mediana de las tres hijas del prominente actor y mánager Sir Gerald du Maurier y la actriz Muriel Beaumont. Su abuelo paterno fue el autor y dibujante de Punch, George du Maurier, quien creó el personaje de Svengali en la novela Trilby. Su madre era sobrina materna del periodista, autor y conferenciante Comyns Beaumont. Su hermana mayor, Angela du Maurier, también se convirtió en escritora, y su hermana menor, Jeanne du Maurier, era pintora. Du Maurier también era prima de los niños Llewelyn Davies, que sirvieron como inspiración de J. M. Barrie para los personajes de la obra Peter Pan or The Boy Who Would not Grow Up.
Daphne du Maurier creció en un ambiente culto y recibió de sus padres una muy buena educación. De pequeña, conoció a muchos actores de teatro destacados, gracias a la celebridad de su padre. Al conocer a Tallulah Bankhead, fue citada diciendo que la actriz era la criatura más hermosa que jamás había visto.

## Trayectoria
Su familia era adinerada, pero ella siempre quiso vivir de la escritura. Sus conexiones familiares la ayudaron a establecer su carrera literaria, y du Maurier publicó algunos de sus primeros trabajos en la revista Bystander de su tío Beaumont. Con poco más de veinte años, escribió su primera novela, The Loving Spirit, se publicó en 1931.
El 19 de julio de 1932 se casó con el teniente general Frederick Arthur Motague Browning, que llegó a ser héroe de guerra y recibió tratamiento de sir. Ella misma obtuvo la distinción de dama. Residió en el castillo de Menabille, una mansión situada en la costa de Cornualles, que le sirvió como escenario de algunas de sus obras y donde tuvo tres hijos: Tessa, Flavia y Christian, pero nunca estuvo complacida con su matrimonio. La mayor parte de su vida la vivió en el suroeste de Inglaterra; muchas de sus mejores obras tratan sobre este lugar. En sus últimos años vivió en su casa en Fowey, junto al océano. Le gustaba observar las aves. 
Además de sus obras más conocidas por haber sido llevadas al cine, escribió muchos relatos en los que refleja mujeres traumatizadas o perversas, cuya insatisfacción no calma con la misma muerte. Es el caso de los relatos El manzano, El joven fotógrafo o Bésame otra vez, forastero (El Nadir, 2005, Valencia). Historias de crueldad, discreta misoginia, ambientes cargados de energías negativas, que se adelantan a los que luego trazó Patricia Highsmith.

## Novelas, cuentos y biografías
La novela Rebecca (1938) fue una de las obras más exitosas de du Maurier. Fue un éxito inmediato, vendió casi 3 millones de copias entre 1938 y 1965, nunca se agotó, y ha sido adaptada para el escenario y la pantalla varias veces. En los Estados Unidos ganó el Premio Nacional del Libro de 1938, votada por los miembros de la American Booksellers Association. En el Reino Unido, se incluyó en el número 14 de la lista "La novela más querida de la nación" en la encuesta de la BBC de 2003 The Big Read.La novela Rebecca se publicó en 1938; en 1934 se había publicado ya A sucessora, novela de la traductora y escritora brasileña Carolina Nabuco. La similitud entre ambas obras provocó debate sobre posible plagio.
Otras obras significativas incluyen The Scapegoat, The House on the Strand y The King's General. La última se desarrolla en el medio de la primera y segunda guerra civil inglesa, escrita desde la perspectiva realista de su adoptado Cornualles.

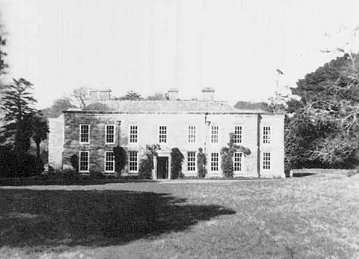
Menabilly house en Fowey, que du Maurier arrendó en 1943. Lo restauró de un estado descuidado y lo convirtió en su hogar hasta 1969.

Varias de sus otras novelas también han sido adaptadas para la pantalla, incluyendo Jamaica Inn, Frenchman's Creek, Hungry Hill y My Cousin Rachel. La película de Alfred Hitchcock Los pájaros (1963) se basa en el tratamiento de uno de sus cuentos, igual que la película Don't Look Now (1973), de Nicolas Roeg. Du Maurier a menudo afirmaba que las únicas versiones fílmicas de sus cuentos que le gustaban eran estas dos.[cita requerida] El tratamiento de Hitchcock de Jamaica Inn fue rechazado por el director y el autor, debido a una completa reescritura del final para acomodar el ego de su estrella, Charles Laughton. Du Maurier también consideró que Olivia de Havilland fue elegida erróneamente como la antiheroína de Mi prima Rachel. Frenchman's Creek se desempeñó mejor en una lujosa versión en Technicolor, lanzada en 1944. Du Maurier luego lamentó su elección de Alec Guinness como protagonista de la película The Scapegoat, que financió en parte.
Du Maurier a menudo fue catalogada como una "novelista romántica", un término que deploraba, dado que sus novelas rara vez tienen un final feliz, y a menudo muestran connotaciones siniestras y sombras de lo paranormal. En este sentido, ella tiene más en común con las "novelas de sensaciones" de Wilkie Collins y otros, que ella admiraba. Un obituario escribió: "Du Maurier era la amante de la irresolución calculada. No quería dejar las mentes de sus lectores en reposo. Quería que sus acertijos persistieran. Quería que las novelas siguieran acechándonos más allá de sus finales".
La novela de Du Maurier, Mary Anne (1954) es un relato ficticio de su tatarabuela, Mary Anne Clarke nacida Thompson (1776-1852), que, desde 1803 a 1808, fue amante de Federico Augusto, duque de York y Albany (1763-1827). Era el "Gran Viejo Duque de York" de la canción infantil, un hijo del Rey Jorge III, y hermano del Rey Jorge IV y el Rey Guillermo IV. El personaje central de su última novela, Rule Britannia, es una actriz que envejece, que se cree que está basada en Gladys Cooper (a la que está dedicada).

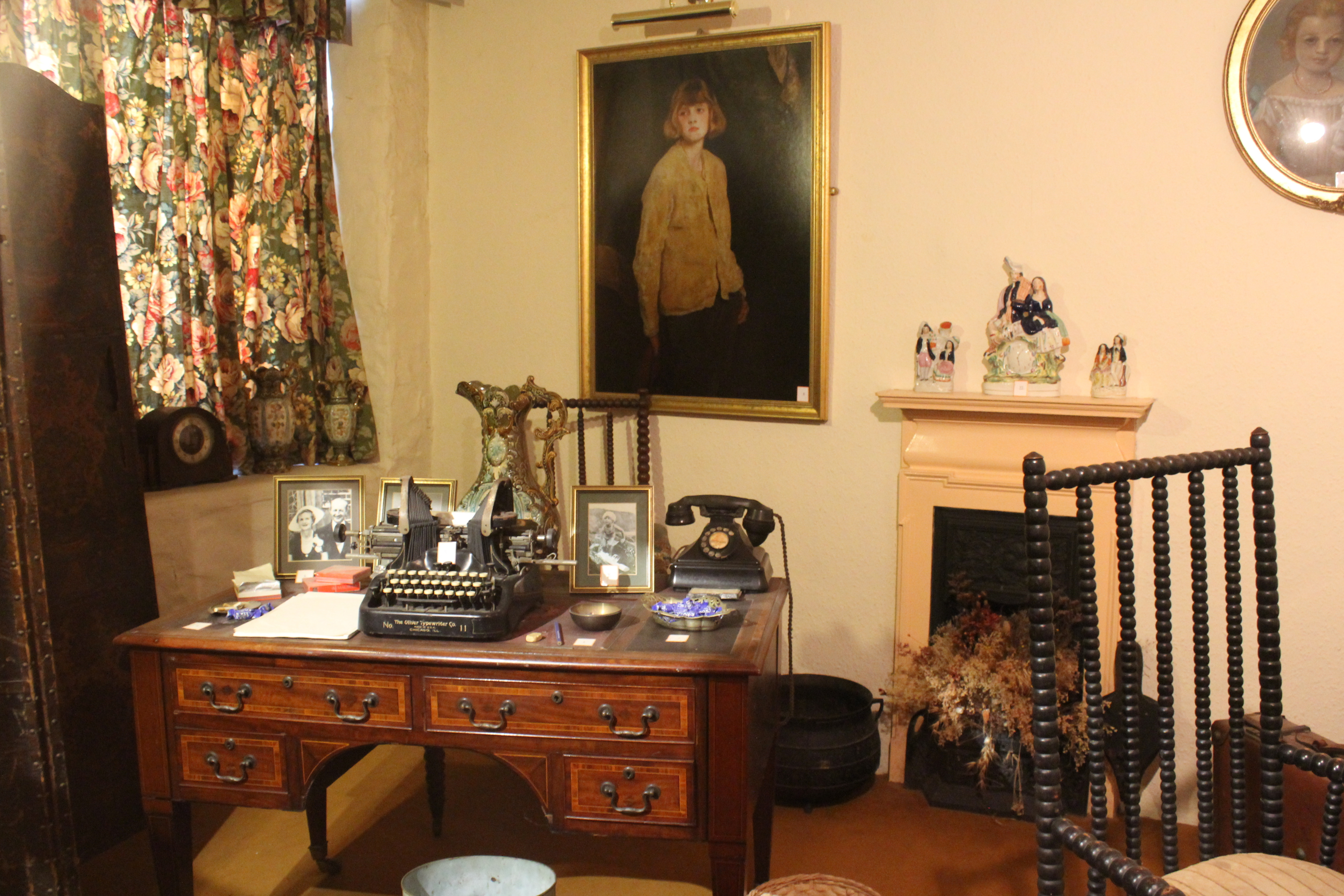
Una reconstrucción del estudio de Daphne du Maurier en el Smuggler's Museum, Jamaica Inn, Cornwall.

Los cuentos de Du Maurier son más oscuros: The Birds, Do not Look Now, The Apple Tree y The Blue Lenses son cuentos de terror finamente diseñados que asombraron y sorprendieron a su audiencia en igual medida. Como escribió su biógrafa Margaret Forster, "satisfizo todos los cuestionables criterios de la ficción popular y, sin embargo, también satisfizo los exigentes requisitos de la 'literatura real'".
Un reciente descubrimiento de una colección de cuentos olvidados de du Maurier, escritos cuando la autora tenía 21 años, proporciona una idea de su estilo maduro. Uno de ellos, The Doll, se refiere a la obsesión de una mujer joven con un muñeco sexual masculino mecánico; ha sido considerado por el hijo de du Maurier, Kit Browning como "bastante adelantado a su tiempo".
En sus últimos años escribió no ficción, incluyendo varias biografías como Gerald, la biografía de su padre. The Glass-Blowers que traza su ascendencia hugonota francesa y representa vívidamente la Revolución francesa. The du Mauriers traza el traslado de la familia de Francia a Inglaterra en el siglo XIX.
The House on the Strand (1969) combina elementos del "viaje mental en el tiempo", una trágica historia de amor en el Cornualles del siglo XIV, y los peligros de usar drogas que alteran la mente. Su última novela, Rule Britannia (1972), juega con el resentimiento de los ingleses en general y de la gente de Cornualles, en particular, ante el creciente dominio de los EE. UU. en los asuntos británicos.

## Vida personal
Du Maurier se casó con el comandante (más tarde teniente general) Frederick "Boy" Browning en 1932. Tuvieron tres hijos:
- Tessa (nacida en 1933), quien se casó con el mayor Peter de Zulueta. Después de divorciarse, se casó con David Montgomery, segundo vizconde Montgomery de Alamein en 1970.
- Flavia (nacida en 1937), quien se casó con el Capitán Alastair Tower. Después de divorciarse, se casó con el general Sir Peter Leng.
- Christian (nacido en 1940), fotógrafo y cineasta. Se casó con Olive White (Miss Irlanda 1961).

Su biógrafa Margaret Forster ha afirmado que el matrimonio de du Maurier era a veces algo frío y que ella podía estar bastante distante de sus hijos, especialmente las chicas, cuando estaba inmersa en su escritura. Su esposo murió en 1965 y poco después du Maurier se mudó a Kilmarth, cerca de Par, Cornualles, que se convirtió en el escenario de The House on the Strand.
Du Maurier a menudo ha sido pintada como una persona solitaria que rara vez aparecía en sociedad o daba entrevistas.[cita requerida] Una excepción a esto llegó después del lanzamiento de la película Un puente demasiado lejano, en la que retrataron a su difunto esposo bajo una luz poco halagadora. Indignada, escribió a los periódicos nacionales, denunciando lo que consideraba un tratamiento imperdonable. Sin embargo, una vez fuera del centro de atención pública, muchos la recordaron como una persona cálida y divertida y una anfitriona acogedora para los invitados a Menabilly, la casa que había arrendado durante muchos años (de la familia Rashleigh) en Cornualles.

### Alegaciones de bisexualidad
Después de su muerte en 1989, se hicieron referencias a su bisexualidad. Se citaron una aventura con Gertrude Lawrence, así como su atracción por Ellen Doubleday, la esposa de su editor estadounidense Nelson Doubleday. Du Maurier declaró en sus memorias que su padre había querido un hijo y ella deseaba haber nacido niño.[cita requerida]
En la correspondencia que su familia le entregó a la biógrafa Margaret Forster, du Maurier explicó a unos pocos amigos su particular sexualidad. En esas cartas decía que su personalidad se componía de dos personas distintas: la amante esposa y madre (el lado que mostraba al mundo) y la amante (una energía decididamente masculina) escondida prácticamente de todos y que explicaba, según la escritora, su creatividad artística. Según la biografía de Forster, du Maurier creía que la energía masculina impulsaba su escritura. Forster escribió que la negación de su bisexualidad de du Maurier reveló un miedo "homofóbico" a su verdadera naturaleza. Los hijos de du Maurier y de Gertrude Lawrence se han opuesto fuertemente a las sugerencias sobre sus madres. Michael Thornton sostuvo que Forster no conocía a du Maurier.

### Muerte
Du Maurier murió el 19 de abril de 1989, a la edad de 81 años, en su casa en Cornualles, que había sido escenario de muchos de sus libros. Fue incinerada y sus cenizas se esparcieron por los acantilados de Fowey, Kilmarth, en Cornualles.

## Obras

### Ficción
- Espíritu De Amor (1931)
- Nunca Volveré a Estar Joven (1932)
- Adelante, Julio (1933)
- La posada Jamaica (1936). El propio Hitchcock, admirador de la escritora londinense, adaptó también a la pantalla su primera novela de éxito.
- Rebeca (1938). Título que fue llevado al cine por Alfred Hitchcock, con Laurence Olivier, Joan Fontaine y Judith Anderson como protagonistas.
- La Cala Del francés (1941)
- Monte Bravo (1943)
- El General Del Rey (1946)
- Los Parásitos (1949)
- Mi Prima Raquel (1951)
- Los pájaros (1952). Uno de sus títulos más famosos, relato adaptado a la pantalla grande también por Hitchcock.
- Bésame Otra Vez, Forastero (1953)
- Mary Anne o Perdido En El tiempo (1954). Novela de viajes temporales que pone de manifiesto el gusto de la escritora por las historias con trazos sobrenaturales.
- El chivo expiatorio (1957). Novela compleja, llena de suspense y ambigüedades morales.
- Los Lentes Azules (1970)

### No-ficción
- Gerald: A Portrait (1934)
- The du Mauriers (1937)
- The Young George du Maurier: a selection of his letters 1860–67 (1951)
- The Infernal World of Branwell Brontë (1960)
- Vanishing Cornwall (incluye fotografías de su hijo Christian, 1967)
- Golden Lads: Sir Francis Bacon, Anthony Bacon and their Friends (1975)
- The Winding Stair: Francis Bacon, His Rise and Fall (1976)
- Growing Pains – the Shaping of a Writer (a.k.a. Myself When Young – the Shaping of a Writer, 1977)
- Enchanted Cornwall (1989)